# Jacek Bury
Jacek Bury (ur. 1 stycznia 1967 w Józefowie) – polski polityk, przedsiębiorca i samorządowiec, senator X kadencji.

## Życiorys
Ukończył studia na Wydziale Ogrodniczym Akademii Rolniczej w Lublinie. W czasie studiów działał w Ruchu Światło-Życie, następnie pracował w wydawnictwie Wspólnoty Chrześcijańskiej „Pojednanie” w Lublinie. W 1997 był współzałożycielem Kościoła Nowego Przymierza (wraz z Pawłem Chojeckim). Opuścił KNP po tym, jak zauważył, że nabiera cechy sekty. Później zajął się prowadzeniem własnej działalności gospodarczej. Został prezesem zarządu przedsiębiorstwa Bury (działającego m.in. w branży transportowej) i współwłaścicielem spółki Educo (prowadzącej działalność w sektorze oświatowym).
Po powstaniu w 2015 partii Nowoczesna był przewodniczącym struktur ugrupowania Ryszarda Petru w regionie, zasiadał też w jego zarządzie krajowym. W wyborach samorządowych w 2018 uzyskał mandat radnego sejmiku lubelskiego z listy Koalicji Obywatelskiej; zagłosowało wówczas na niego 22 708 osób. W czerwcu 2019 zrezygnował z członkostwa w Nowoczesnej.
W wyborach parlamentarnych w tym samym roku został kandydatem Koalicji Obywatelskiej do Senatu w okręgu wyborczym nr 16. Startował z poparciem Koalicji Polskiej i Lewicy. W wyniku głosowania uzyskał mandat senatora X kadencji, otrzymując 84 889 głosów.
W styczniu 2021 opuścił Klub Parlamentarny Koalicji Obywatelskiej, dołączył do ruchu Polska 2050 Szymona Hołowni. W marcu 2021 wstąpił do nowo powołanego koła parlamentarnego tego ugrupowania. W styczniu 2022 został członkiem powołanej przez Senat komisji nadzwyczajnej ds. wyjaśnienia przypadków inwigilacji przy użyciu systemu Pegasus. Nie kandydował w wyborach parlamentarnych w 2023.